# Nacionalno prvenstvo ZDA 1936
Nacionalno prvenstvo ZDA 1936 v tenisu.

## Moški posamično
Fred Perry :  Don Budge  2-6 6-2 8-6 1-6 10-8

## Ženske posamično
Alice Marble :  Helen Jacobs  4-6, 6-3, 6-2

## Moške dvojice
Don Budge /  Gene Mako :  Wilmer Allison /  John Van Ryn 6–4, 6–2, 6–4

## Ženske dvojice
Sarah Palfrey Cooke /  Alice Marble :  Helen Hull Jacobs /  Sarah Palfrey Cooke 9–7, 2–6, 6–4

## Mešane dvojice
Alice Marble /  Gene Mako :  Sarah Palfrey Cooke /  Don Budge 6–3, 6–2